# William Boulton (1er baronnet)
William Whytehead Boulton, 1er baronnet (10 janvier 1873 - 9 janvier 1949) est un soldat britannique et un homme politique du Parti conservateur.

## Biographie
Boulton est le fils de William Whytehead Boulton et de son épouse Mary Hudleston Gibson, fille de John Gibson et fait ses études en privé.
Boulton sert comme lieutenant dans les Royal Horse Guards et devient major dans le 7e bataillon de volontaires, Essex Regiment. Il est élu à la Chambre des communes en 1931, siégeant en tant que député pour Sheffield Central jusqu'en 1945. Boulton est nommé lord commissaire du Trésor en 1940, poste qu'il occupe pendant deux ans. Il est ensuite whip du gouvernement comme vice-chambellan de la Maison jusqu'en 1944. Le 30 juin, il est créé baronnet, de Braxted Park dans le comté d'Essex. Boulton est lieutenant adjoint de l'Essex.
Le 23 avril 1903, il épouse Rosalind Mary Milburn, fille de John Milburn, 1er baronnet. Ils ont quatre fils. Boulton meurt en 1949, âgé de 75 ans, et son fils aîné Edward, puis son troisième fils William, lui succèdent comme baronnet.